# Hartford Whalers
Hartford Whalers – amerykański klub hokeja na lodzie z siedzibą w Hartford występujący w WHA od 1972 do 1979 pod nazwą New England Whalers, później w National Hockey League od sezonu 1979/1980 do 1996/1997. Klub zmienił nazwę na Carolina Hurricanes.

## Historia
W listopadzie 1971 roku World Hockey Association przyznała prawa biznesmenom z Nowej Anglii, jednak wtedy rozgrywali swoje mecze w Bostonie. Gdy liga WHA upadła cztery najlepsze zespoły (w tym New England Whalers) zostały przyjęte do National Hockey League. Jednak zmienił nazwę na Hartford Whalers. Z powodu braku znaczących osiągnięć zespołu właściciel zespołu Peter Karmanos postanowił przenieść drużynę do Raleigh w Karolinie Północnej oraz zmienił nazwę na Carolina Hurricanes.

## Kapitanowie
- Ted Green 1972-75
- Rick Ley 1975-80
- Mike Rogers 1980-81
- Dave Keon 1981-82
- Russ Anderson 1982-83
- Mark Johnson 1983-85
- Ron Francis 1985-90
- Nie było kapitana 1990-91
- Randy Ladouceur 1991-92
- Pat Verbeek 1992-95
- Brendan Shanahan 1995-96
- Kevin Dineen 1996-97

## Osiągnięcia
- Mistrzostwo dywizji: 1987